# Und keiner weint mir nach (Film)
Und keiner weint mir nach ist ein Film von Joseph Vilsmaier aus dem Jahr 1996. Es ist die Verfilmung des gleichnamigen Romans von Siegfried Sommer aus dem Jahr 1953.

## Handlung
München 1924: Der 18-jährige Leo Knie und seine Freunde haben gerade ihren Schulabschluss hinter sich und überlegen sich nun, was sie werden wollen.
Leo läuft noch einmal gedankenverloren den Schulweg ab, als er unterwegs seine bisherige Klassenkameradin und Nachbarin Marilli Kosemund trifft, in die er schon seit Kindheitstagen verliebt ist. Er traut sich jedoch nie, ihr seine Liebe zu gestehen, Marilli wiederum möchte ihrerseits ebenfalls gerne eine Beziehung mit Leo eingehen. Sie geht ein paar Mal offen auf ihn zu, er ist aber zu schüchtern und verhindert dadurch eine engere Beziehung.
Mit seinem besten Freund Biwi Leer macht sich Leo auf die Suche nach einer Ausbildungsstelle. Biwi macht daraufhin ein Friseurlehre und Leo fängt in einem Elektrotechnikladen eine Ausbildung an. Leo versucht, Marilli zu vergessen, indem er immer wieder andere Frauenbekanntschaften macht, doch es will ihm nicht gelingen.
Eines Tages geht Biwi mit Leos Tanzpartnerin eine Affäre ein, woraufhin die Freundschaft zerbricht. Nun fühlt sich Leo gänzlich einsam und von allen verlassen. Er verfällt in schwerste Depressionen und geht in seiner Verzweiflung eine merkwürdige Beziehung mit der Prostituierten Fanny ein. 
Als diese ihm eröffnet, von ihm schwanger zu sein, gibt ihm dies den Rest. Er schluckt 28 Schlaftabletten, die er mit Schnaps runterspült, schreibt mit Kerzenwachs an einen Spiegel die Worte „Und keiner weint mir nach“, legt sich auf das Bett und stirbt an der Vergiftung.

## Kritiken
„Indem der Film eine Liebesbeziehung in den Mittelpunkt stellt, degradiert er die anderen Personen zu konturlosen Randfiguren. Auch schafft er es nicht, die gesellschaftspolitischen Hintergründe der Zeit sinnfällig in die Geschichte zu integrieren. Schauspielerisch passabel, bietet er nicht mehr als konventionelle Fernsehunterhaltung.“